# Robert Redford
Charles Robert Redford, Jr., dit Robert Redford, né le 18 août 1936 à Santa Monica (Californie), est un acteur, réalisateur, producteur et militant américain. Considéré comme l'une des figures les plus influentes du cinéma américain, il incarne des rôles marquants dans des classiques tels que Butch Cassidy et le Kid (1969), L'Arnaque (1973), et Les Hommes du président (1976). 
Il commence sa carrière dans les années 1950 à la télévision avant de se faire connaître au cinéma dans les années 1960. Il atteint la célébrité en 1969 avec Butch Cassidy et le Kid, un western emblématique aux côtés de Paul Newman, qui marque le début d'une des collaborations les plus mémorables du cinéma. En 1973, il retrouve Newman dans L'Arnaque, un film de casse qui remporte sept Oscars, dont celui du meilleur film. Tout au long des années 1970, Redford s'affirme comme l'un des acteurs les plus populaires d'Hollywood avec des rôles dans des films à succès tels que Jeremiah Johnson (1972), Les Trois Jours du Condor (1975), et Out of Africa (1985), pour lequel il joue aux côtés de Meryl Streep.
En tant que réalisateur, il connaît un succès retentissant dès son premier film, Des gens comme les autres (1980), qui remporte quatre Oscars, dont celui du meilleur film et du meilleur réalisateur. Sa carrière de réalisateur se confirme avec Et au milieu coule une rivière (1992) et L'Homme qui murmurait à l'oreille des chevaux (1998).
En 1981, il fonde le Sundance Institute qui parraine le festival du film de Sundance. Grâce à son influence, Sundance est devenu un événement clé du paysage cinématographique mondial, contribuant à la découverte de talents tels que Quentin Tarantino, Steven Soderbergh et Darren Aronofsky.

## Biographie

### Jeunesse et formation
Robert Redford naît le 18 août 1936 à Santa Monica, en Californie. Il est le fils de Charles Robert Redford Sr, un laitier devenu comptable, originaire de Pawtucket (Rhode Island), et de Martha W. Hart, femme au foyer.
Il grandit entre un père très conservateur et une mère progressiste qui lui donne l'amour des grands espaces. Il a un demi-frère, William, issu du second mariage de son père. Il a des origines anglaise, écossaise et irlandaise et est l'un des nombreux descendants de Philippe de La Noye (Philippe Delano). Ainsi, Robert Redford a des ancêtres français bien que Philippe de La Noye soit originaire de Tourcoing (Nord de la France) qui, à cette époque, appartenait aux Pays-Bas espagnols.
Après des études à l'université du Colorado à Boulder, à l'American Academy of Dramatic Arts à New York ainsi que des séjours à Paris, en Espagne et à Florence, il suit des cours d'art à l'Institut Pratt et entame une carrière professionnelle au théâtre à la fin des années 1950.

### Carrière
Au début des années 1960, Robert Redford tourne dans différentes séries télévisées américaines et joue en 1963 à Broadway dans la pièce de Neil Simon Pieds nus dans le parc (en). Durant cette période, il fait également ses débuts au cinéma. 
En 1965, son premier grand film hollywoodien, Daisy Clover de Robert Mulligan, lui permet de remporter le Golden Globe de la révélation masculine de l'année. Il rencontre également l'actrice Natalie Wood avec qui il vit une idylle secrète pendant plusieurs années.

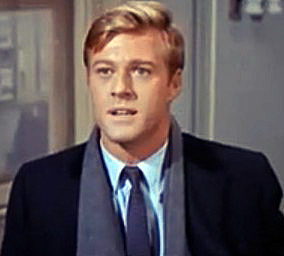
Robert Redford en 1967 dans Pieds nus dans le parc.

En 1966, il obtient son premier grand rôle dans Pieds nus dans le parc de Gene Saks. À la suite de ce succès, il refuse d'incarner le stéréotype de l'Américain blond aux yeux bleus et décline des offres de rôles dans des films tels que Qui a peur de Virginia Woolf ? ou encore Le Lauréat.
En 1969, il devient une star « bankable » avec le film Butch Cassidy et le Kid dans lequel il forme un duo gagnant avec Paul Newman. Grâce à ses cachets, il s'achète le canyon de Provo de 1 500 hectares au pied du mont Timpanogos, où il se fait construire une vaste maison (construite avec les matériaux de l'écosystème local et branchée avec l'énergie solaire) et où il fonde en 1981 le Sundance Institute, structure qui soutient les artistes et parraine le festival du film de Sundance.
Cherchant à « brouiller les pistes et à complexifier l’image que son œuvre renvoie », Robert Redford passe à la réalisation avec le film Des gens comme les autres en 1980. Il réalise plus tard Milagro et Quiz Show.
En 1985, il donne la réplique à Meryl Streep dans Out of Africa de Sydney Pollack, film qui remporte sept Oscars dont celui du meilleur film et de la meilleure réalisation. Sydney Pollack le dirige à sept reprises : Propriété interdite, Jeremiah Johnson, Nos plus belles années, Les Trois Jours du Condor, Le Cavalier électrique, Out of Africa et Havana.
En 1992 il met en scène Brad Pitt dans Et au milieu coule une rivière  qui remporte l'oscar de la meilleure photographie.
En 1996, il crée la chaîne de télévision Sundance Channel.
En 2007, il retrouve Meryl Streep et met en scène Tom Cruise dans son thriller politique Lions et Agneaux.
En 2011, il réalise La Conspiration, film qui relate le procès de l'assassin d'Abraham Lincoln. Il connaît un échec commercial aux États-Unis et sort directement en DVD en France. Les deux années suivantes, il tourne dans le film All Is Lost qui sort en 2013, et dont il est le seul et unique acteur. 
En novembre 2016, alors âgé de 80 ans, il annonce la fin de sa carrière d'acteur après deux films afin de se consacrer à la réalisation. Quelques mois après, il apparaît avec un rôle majeur dans le film de science fiction The Discovery.
Le premier des deux derniers films mentionnés par Redford est la comédie romantique Nos âmes la nuit (Our Souls at Night), disponible sur la plateforme Netflix, qui lui permet de reformer pour la quatrième fois un duo avec Jane Fonda.
Le second film est The Old Man and the Gun de David Lowery qui le voit jouer le rôle de Forrest Tucker, un braqueur de banque et maitre de l'évasion.
Contre toute attente, il reprend le personnage d'Alexander Pierce en 2019 dans le film Avengers: Endgame. Ce film est le plus gros box-office de l'histoire à sa sortie.

### Vie privée
Marié le 12 septembre 1958 à Lola Van Wagenen, Robert Redford est père de quatre enfants : Scott (1959-1959, mort subitement à l'âge de 5 mois), Shauna (1960), David James (1962-2020) et Amy (1970). Le couple divorce en 1985.
L'acteur se remarie en juillet 2009 à Hambourg avec Sybille Szaggars, artiste peintre, qui était sa compagne depuis 1996.

### Engagements
Robert Redford soutient le parti démocrate et est très engagé dans la cause écologique.
Il est également membre honoraire de l'ONG Green Cross International.

## Théâtre
- 1959 : Tall Story
- 1959 : The Highest Tree
- 1960 : Little Moon of Alban
- 1961 : Sunday in New York
- 1963 : Pieds nus dans le parc (en) (Barefoot in the Park)

## Filmographie

### Acteur

#### Cinéma

##### Années 1960
- 1960 : La Tête à l'envers (Tall Story) de Joshua Logan (non crédité)
- 1962 : La guerre est aussi une chasse (War Hunt) de Denis Sanders : Ray Loomis
- 1965 : Situation désespérée, mais pas sérieuse (Situation Hopeless, but Not Serious) de Gottfried Reinhardt : Hank
- 1965 : Daisy Clover de Robert Mulligan : Wade Lewis / Lewis Wade
- 1966 : La Poursuite impitoyable (The Chase) d'Arthur Penn : Bubber "Bobby" Reeves
- 1966 : Propriété interdite (This Property Is Condemned) de Sydney Pollack : Owen Legate
- 1967 : Pieds nus dans le parc (Barefoot in the Park) de Gene Saks : Paul Bratter
- 1969 : Butch Cassidy et le Kid (Butch Cassidy and the Sundance Kid) de George Roy Hill : Sundance Kid
- 1969 : La Descente infernale (Downhill Racer) de Michael Ritchie : David Chappellet
- 1969 : Willie Boy (Tell Them Willie Boy Is Here) d'Abraham Polonsky : Christopher Cooper

##### Années 1970
- 1970 : L'Ultime Randonnée (Little Fauss and Big Halsy) de Sidney J. Furie : Big Halsy Knox
- 1972 : Les Quatre Malfrats (The Hot Rock) de Peter Yates : John Dortmunder
- 1972 : Votez McKay (The Candidate) de Michael Ritchie : Bill McKay
- 1972 : Jeremiah Johnson de Sydney Pollack : Jeremiah Johnson
- 1973 : Nos plus belles années (The Way We Were) de Sydney Pollack : Hubbell Gardiner
- 1973 : L'Arnaque (The Sting) de George Roy Hill : Johnny Hooker (Crocheteur en VF)
- 1974 : Gatsby le Magnifique (The Great Gatsby) de Jack Clayton : Jay Gatsby
- 1975 : La Kermesse des aigles (The Great Waldo Pepper) de George Roy Hill : Waldo Pepper
- 1975 : Les Trois Jours du Condor (Three Days of the Condor) de Sydney Pollack : Joseph Turner dit « le Condor »
- 1976 : Les Hommes du président (All the President's Men) d'Alan J. Pakula : Bob Woodward
- 1977 : Un pont trop loin (A Bridge Too Far) de Richard Attenborough : Cdt. Julian Cook
- 1979 : Le Cavalier électrique (The Electric Horseman) de Sydney Pollack : Sonny Steele

##### Années 1980-1990

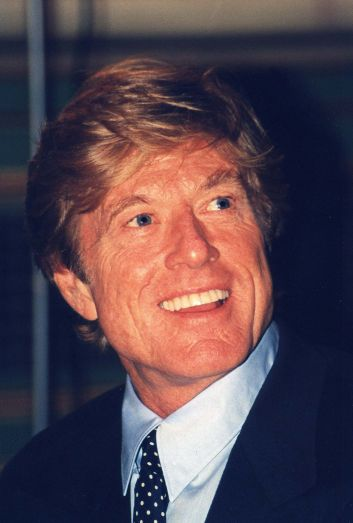
Robert Redford en 1997.

- 1980 : Brubaker de Stuart Rosenberg : Henry Brubaker
- 1984 : Le Meilleur (The Natural) de Barry Levinson : Roy Hobbs
- 1985 : Out of Africa de Sydney Pollack : Denys Finch Hatton
- 1986 : L'Affaire Chelsea Deardon (Legal Eagles) d'Ivan Reitman : Tom Logan
- 1990 : Havana de Sydney Pollack : Jack Weil
- 1992 : Les Experts (Sneakers) de Phil Alden Robinson : Martin Brice
- 1992 : Et au milieu coule une rivière (A River Runs Through It) de Robert Redford : Norman Maclean âgé (voix)
- 1993 : Proposition indécente (Indecent Proposal) d'Adrian Lyne : John Gage
- 1996 : Personnel et Confidentiel (Up Close & Personal) de Jon Avnet : Warren Justice
- 1998 : L'Homme qui murmurait à l'oreille des chevaux (The Horse Whisperer) de Robert Redford : Tom Booker

##### Années 2000
- 2001 : Le Dernier Château (The Last Castle) de Rod Lurie : Eugene Irwin
- 2001 : Spy Game, jeu d'espions (Spy Game) de Tony Scott : Nathan D. Muir
- 2004 : L'Enlèvement (The Clearing) de Pieter Jan Brugge : Wayne Hayes
- 2005 : Une vie inachevée (An Unfinished Life) de Lasse Hallström : Einar Gilkyson
- 2006 : Le Petit Monde de Charlotte (Charlotte's Web) de Gary Winick : Ike (voix)
- 2007 : Lions et Agneaux (Lions for Lambs) de Robert Redford : Dr. Stephen Malley

##### Années 2010
- 2011 : Buck de Cindy Meehl : lui-même
- 2013 : Sous surveillance (The Company You Keep) de Robert Redford : Jim Grant
- 2013 : All Is Lost de J. C. Chandor : le navigateur
- 2014 : Captain America : Le Soldat de l'hiver (Captain America: The Winter Soldier) d'Anthony et Joe Russo : Alexander Pierce
- 2015 : Randonneurs amateurs (A Walk in the Woods) de Ken Kwapis : Bill Bryson
- 2015 : Truth : Le Prix de la vérité (Truth) de James Vanderbilt : Dan Rather
- 2016 : Peter et Elliott le dragon (Pete's Dragon) de David Lowery : le père de Grace
- 2017 : The Discovery de Charlie McDowell : Thomas Harbor
- 2017 : Nos âmes la nuit (Our Souls at Night) de Ritesh Batra : Louis Waters
- 2018 : The Old Man and the Gun de David Lowery : Forrest Tucker (également producteur)
- 2019 : Avengers : Endgame d'Anthony et Joe Russo : Alexander Pierce

#### Télévision
- 1960 : Maverick (saison 3, épisode 23, « Iron Hand ») : Jimmy Coleman
- 1960 : The Deputy (saison 1, épisode 31, « The Last Gunfight ») : Burt Johnson
- 1960 : Hallmark Hall of Fame (Captain Brassbound's Conversion, téléfilm) : Blue Jacket
- 1960 : Playhouse 90 (épisode « In the Presence of Mine Ennemies ») : le lieutenant Lott
- 1960 : Tate (saison 1, épisode 3, « The Bounty Hunter ») : Blue Jacket
- 1960 : Tate (saison 1, épisode 8, « Comanche Scalps ») : Tad Dundee
- 1960 : Moment of Fear (saison 1, épisode 1, « The Golden Deed ») : l'étranger
- 1960 : Perry Mason (saison 4, épisode 1, « The Case of the Treacherous Toupee ») : Dick Hart
- 1960 : Play of the Week (épisode « The Iceman Cometh ») : Don Parritt
- 1960 : Play of the Week (épisode « Black Monday ») : George
- 1960 : Our American Heritage (saison 2, épisode 2, « Born a Giant »)
- 1961 : Naked City (saison 2, épisode 21, « Tombstone for a Derelict ») : Baldwin Larne
- 1961 : The Americans (saison 1, épisode 16, « The Coward ») : George Harrod
- 1961 : Whispering Smith (salons 1, épisode 2, « The Grudge ») : Johnny Gates
- 1961 : Route 66 (saison 2, épisode 5, « First Class Mouliak ») : Janosh
- 1961 : C'est arrivé à Sunrise (saison 1, épisode 4, « The Covering Darkness ») : Art Ellison
- 1961 : Alfred Hitchcock présente (saison 7, épisode 11, « The Right Kind of Medicine ») : Charlie Marx
- 1962 : Suspicion (saison 1, épisode 1, « A Piece of the Action ») : Chuck Marsden
- 1962 : La Quatrième Dimension (saison 3, épisode 16, « Rien à craindre ») : Harold Beldon
- 1962 : Dr Kildare (saison 2, épisode 2, « The Burning Sky ») : Mark Hadley
- 1962 : Alcoa premier (saison 2, épisode 4, « The Voice of Charlie Pont ») : George Laurents
- 1963 : Les Incorruptibles (saison 4, épisode 15, « The Snowball ») : Jackson Emmit Parker
- 1963 : Suspicion (saison 1, épisode 18, « A Tangled Web ») : David Chesterman
- 1963 : Dick Powell Theatre (saison 2, épisode 28, « The Last of the Big Spenders ») : Nick Oakland
- 1963 : Breaking Point (saison 1, épisode 4, « Bird and Snake ») : Roger Morton
- 1963 : Le Virginien (The Virginian) (saison 2, épisode 5, « The Evil That Men Do ») : Matthew Cordell
- 1964 : Les Accusés (saison 4, épisode 10, « The Siege ») : Gary Degan
- 1993 : La Classe américaine de Michel Hazanavicius : Steven (images d'archives)
- 2025 : Dark Winds (saison 3, épisode 1, « Ye'iitsoh (Big Monster) ») : Joueur d'échecs

### Réalisateur
- 1980 : Des gens comme les autres
- 1988 : Milagro

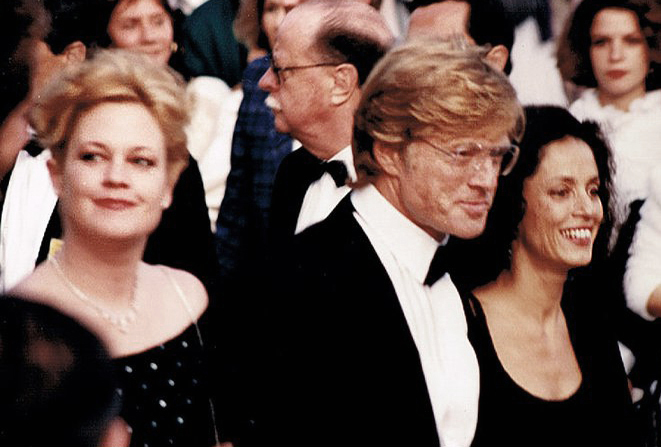
L'acteur aux côtés de Melanie Griffith et Sônia Braga lors du Festival de Cannes 1988.

- 1992 : Et au milieu coule une rivière
- 1994 : Quiz Show
- 1998 : L'Homme qui murmurait à l'oreille des chevaux
- 2000 : La Légende de Bagger Vance
- 2007 : Lions et Agneaux
- 2011 : La Conspiration
- 2013 : Sous surveillance

## Box-office
| Films                                                | Budget        | Box-Office Monde |
| ---------------------------------------------------- | ------------- | ---------------- |
| Des Gens comme les autres (1980)                     | 6 000 000 $   | 54 800 000 $     |
| Milagro (1988)                                       | 22 000 000 $  | 13 825 794 $     |
| Et au milieu coule une rivière (1992)                | 15 000 000 $  | 43 440 294 $     |
| Quiz Show (1994)                                     | 31 000 000 $  | 24 800 000 $     |
| L'Homme qui murmurait à l'oreille des chevaux (1998) | 60 000 000 $  | 186 883 563 $    |
| La légende de Bagger Vance (2000)                    | 80 000 000 $  | 39 459 427 $     |
| Lions et Agneaux (2007)                              | 35 000 000 $  | 63 200 000 $     |
| La Conspiration (2011)                               | 25 000 000 $  | 15 478 800 $     |
| Sous Surveillance (2013)                             | 2 000 000 $   | 19 600 000 $     |
| Total                                                | 276 000 000 $ | 461 487 678 $    |

## Distinctions

### Récompenses principales
Oscars
- Oscars 1981 : meilleure réalisation pour Des gens comme les autres.
- Oscars 2002 : Oscar d'honneur (acteur, réalisateur, producteur, créateur du Festival du film de Sundance, pour son inspiration aux cinéastes indépendants et innovateurs).

Golden Globes
- Golden Globes 1966 : Golden Globe de la révélation masculine de l'année dans un drame pour Daisy Clover.
- Golden Globes 1975 : lauréat du prix Henrietta Award.
- Golden Globes 1977 : lauréat du prix Henrietta Award.
- Golden Globes 1978 : lauréat du prix Henrietta Award.
- Golden Globes 1981 : meilleure réalisation pour Des gens comme les autres.
- Golden Globes 1994 : lauréat du prix Cecil B. DeMille Award.

Mostra de Venise
- Mostra de Venise 2012 : lauréat du prix Vittorio Veneto pour Sous surveillance.
- Mostra de Venise 2012 : lauréat du prix Open Prize pour Sous surveillance.
- Mostra de Venise 2017 : lauréat du prix Lion d'or pour la carrière, partagé avec Jane Fonda.

British Academy Film Awards
- British Academy Film Awards 1971 : meilleur acteur dans un drame biographique pour Butch Cassidy et le Kid, dans un drame pour La Descente infernale et dans un drame sportif pour Willie Boy.

César
- César 2019 : César d'honneur pour l'ensemble de la carrière.

### Autres récompenses
- Hasty Pudding Theatricals 1970 : prix de la star masculine de l’année.
- Golden Apple Awards 1973 : prix Golden Apple de la star masculine de l’année.
- David di Donatello 1974 : David di Donatello du meilleur acteur étranger dans une comédie dramatique pour L'Arnaque.
- 1980 : Kansas City Film Critics Circle Award de la meilleure réalisation pour Des gens comme les autres.
- 1980 : National Board of Review Award de la meilleure réalisation pour Des gens comme les autres.
- 1981 : Directors Guild of America du meilleur film pour Des gens comme les autres (1980), partagé avec Ronald L. Schwary (gestionnaire de l’unité de production), Steve Perry (premier assistant réalisateur), Michael Britton (second assistant réalisateur).
- 1994 : Awards Circuit Community Award du meilleur film pour Quiz Show.
- 1994 : Kinema Junpo Award du meilleur film étranger pour Et au milieu coule une rivière.
- Screen Actors Guild Awards 1996 : prix Screen Actors Guild Life Achievement Award.
- Nashville Film Festival 2001 : prix Freedom in Film Award.
- Festival international du film de Karlovy Vary 2005 : prix spécial pour sa contribution exceptionnelle au monde du cinéma.
- ShoWest Convention 2008 : prix Visionary.
- Festival international du film de San Francisco 2009 : prix Peter J. Owens.
- AARP Movies for Grownups Awards (en) 2011 : prix pour l’ensemble de la carrière.
- Festival international du film d'histoire de Pessac 2011 : prix du Jury et prix du Public pour La Conspiration.
- Brasov International Film Festival & Market 2012 : prix de la meilleure réalisation pour La Conspiration.
- New York Film Critics Circle Awards 2013 : meilleur acteur dans un drame d’aventure pour All Is Lost.
- Festival du film de Telluride 2013 : prix Silver Medallion, en reconnaissance de la contribution importante d'un artiste au monde du cinéma.
- CINE Competition 2014 :
  - prix CINE Golden Eagle du meilleur documentaire pour All the President's Men Revisited[24], partagé avec Andrew Lack (producteur exécutif), Laura Michalchyshyn (producteur exécutif), Nancy Daniels (producteur exécutif), Denise Contis (producteur exécutif) et Peter Schnall (producteur réalisateur).
  - prix CINE Masters' Series Award du meilleur documentaire pour All the President's Men Revisited, partagé avec Andrew Lack (producteur exécutif), Laura Michalchyshyn (Producteur exécutif), Nancy Daniels (producteur exécutif), Denise Contis (producteur exécutif) et Peter Schnall (producteur réalisateur).
- IDA Awards 2014 : prix pour l'ensemble de la carrière.
- Russian National Movie Awards (en) 2014 : prix spécial Georges.
- Festival international du film de Santa Barbara 2014 : prix American Riviera.
- Film Society of Lincoln Center 2015 : prix Gala Tribute.
- Gotham Awards 2015 : prix Gotham Tribute.

### Nominations
Oscars
- Oscars 1974 : nomination à l'Oscar du meilleur acteur pour L'Arnaque
- Oscars 1995 :
  - nomination à l'Oscar de la meilleure réalisation pour Quiz Show ;
  - nomination à l'Oscar du meilleur film pour Quiz Show, partagée avec Wendy Finerman, Steve Starkey et Steve Tisch.

Golden Globes
- Golden Globes 1993 : nomination au Golden Globe de la meilleure réalisation pour Et au milieu coule une rivière.
- Golden Globes 1995 : nomination au Golden Globe de la meilleure réalisation pour Quiz Show.
- Golden Globes 1999 : nomination au Golden Globe de la meilleure réalisation pour L'Homme qui murmurait à l'oreille des chevaux.
- Golden Globes 2013 : nomination au Golden Globe du meilleur acteur dans un drame d'aventure pour All Is Lost.

### Décorations
- Chevalier de la Légion d'honneur (2010), par le président de la République française, Nicolas Sarkozy.
- Médaille présidentielle de la Liberté (2016), par le président des États-Unis, Barack Obama[25].
- Médaille Audubon (1989), décernée aux Etats-Unis par la National Audubon Society, en reconnaissance de réalisations exceptionnelles dans le domaine de la conservation et de la protection de l'environnement.

## Voix francophones
En France, Claude Giraud a été une des voix françaises de Robert Redford à partir de 1973, le doublant en tout 18 fois et de manière régulière à partir du milieu des années 1980 et ce, jusqu'en 2008. Il le double pour la première fois dans Nos plus belles années et dans notamment Les Hommes du président, Un pont trop loin, Out of Africa, L'Homme qui murmurait à l'oreille des chevaux, Spy Game, jeu d'espions ou encore Lions et Agneaux. Il le double également dans le premier doublage du film Gatsby le Magnifique mais sera remplacé par Michel Le Royer pour le second doublage.
Du milieu des années 1960 jusqu'au début des années 1980, il a été doublé par Marc de Georgi dans Butch Cassidy et le Kid, Les Quatre Malfrats, Votez McKay, Les Trois Jours du Condor et Brubaker, par Marc Cassot dans Propriété interdite, Pieds nus dans le parc et La Descente infernale, par Bernard Murat dans L'Arnaque, La Kermesse des aigles et Le Cavalier électrique par Jacques Thébault dans Willie Boy et L'Ultime Randonnée ainsi qu'à titre exceptionnel par Roger Rudel dans Situation désespérée, mais pas sérieuse, Daniel Crouet dans La Poursuite impitoyable et Gérard Dessalles dans Jeremiah Johnson. Bernard Lanneau le double dans le second doublage du film Daisy Clover.
Dans les années 2010, Patrick Béthune et Samuel Labarthe ont alterné le doublage du comédien, le premier le doublant dans Sous surveillance, All Is Lost, Truth : Le Prix de la vérité, The Discovery, Nos âmes la nuit et dans la série documentaire The West par Robert Redford (en), tandis que le second le double dans les films du MCU, Randonneurs amateurs et Peter et Elliott le dragon. Pour The Old Man and the Gun, il est doublé par Féodor Atkine.
Au Québec, plusieurs comédiens doublent Robert Redford, n'ayant pas de voix régulière.
Versions françaises
- Claude Giraud dans Nos plus belles années, Les Hommes du président, Un pont trop loin, Out of Africa, L'homme qui murmurait à l'oreille des chevaux, Spy Game, jeu d'espions, Lions et Agneaux, etc.
- Marc de Georgi dans Butch Cassidy et le Kid, Les Quatre Malfrats, Votez McKay, Les Trois Jours du Condor, Brubaker
- Patrick Béthune dans Sous surveillance, All Is Lost, Truth : Le Prix de la vérité, The Discovery, Nos âmes la nuit[26]
- Samuel Labarthe dans les films du MCU, Randonneurs amateurs, Peter et Elliott le dragon

## Dans la culture populaire
Robert Redford est l'un des protagonistes (involontaire) du téléfilm français parodique La Classe américaine (1993) de Michel Hazanavicius et Dominique Mézerette, dans lequel plusieurs extraits des films de la Warner Bros. ont été remontés puis doublés sans prendre en compte le texte original, afin d'en faire une nouvelle histoire.
En 2019, la série télévisée Watchmen imagine un futur alternatif dans lequel Robert Redford est devenu le 39e président des États-Unis puis réélu pour quatre mandats successifs. Sa politique sociale de subvention des victimes de crimes racistes, les « redfordations », est l'un des éléments déclencheurs de l'intrigue de la série.
Une image animée au format GIF de Robert Redford, tirée du film Jeremiah Johnson (1972) et qui montre son personnage hochant la tête, est devenue par la suite un mème de réaction/une macro d'image (le « Jeremiah Johnson Nod of Approval » ; en français le « Hochement de tête d'approbation de Jeremiah Johnson ») largement utilisée sur les réseaux sociaux,.

### Biographie

#### Ouvrages
- Dr Donald A.Reed,Robert Redford A Photographic Portrayal of the Man and his Films, Sherbourne Press,Inc. Los Angeles, 1975.  (ISBN 0-8202-0172-3)
- François Guérif, Redford, éditions PAC, 1976.  (ISBN 2-85336-024-5)
- James Spada, The Films of Robert Redford, éditions Citadel Press, 1977. (OCLC 2597518)
- Gérard Bardavid, Robert Redford, éditions SOLAR, 1980.  (ISBN 2-263-00468-8)
- Philippe Durant, Robert Redfort, éditions PAC, 1985.  (ISBN 2-85336-249-3)
- Philippe Durant, Robert Redford, éditions FAVRE, 1988. (ISBN 2-8289-0376-1)
- Robert Redford, La piste des hors-la-loi, Librairie des Champs-Élysées, 1979.
- Textes de Gretel Ehrlich, L'Homme qui murmurait à l'oreille des chevaux : l'album, Albin Michel, 1998.  (ISBN 2-226-10594-8)

#### Article
- Judith Thurman, « Robert Redford - l'acteur fonde une communauté artistique dans l'Utah », Architectural Digest no 24, juillet-août 1990, pp. 50-59 et 116, photographies de Dick Busher.